# 피콜로 (드래곤볼)
피콜로(Piccolo)는 토리야마 아키라의 만화 드래곤볼과 원작으로 하는 애니메이션의 등장 인물이다. 사이어인편 이후의 주요 전투 캐릭터이다.

## 피콜로 대마왕에서의 행적
성우
- 일본 : 아오노 타케시
- 대한민국 : 정승욱(투니버스), 서원석(대원방송), 정동열(비디오 GT), 정훈석(신들의 전쟁), 김정호[1](비디오 오리지널, 투니버스 극장판 및 스페셜)

신으로부터 분열한 얼마 안되는 악의 마음이 성장한 모습. 일찍이 거북 선인과 학 선인의 스승, 무태두의 마봉파에 의해서 봉인되었지만, 제22회 천하 제일 무도회 종료 후에 피라프 일당에 의해서 봉인에서 풀려났다. 드래곤볼에 의해 영원한 젊음을 얻어 한때는 국왕으로서 이 세상을 지배했다. 손오공을 거의 반죽음 상태로 몰아간 적도 있으며 재대결 때 위기에 몰리자 천진반을 인질로 잡아 오공을 궁지로 몰아넣는다. 그러나 결국 오공의 목숨을 건 일격에 격파당하고 만다.

## 캐릭터 설명
피콜로 대마왕이 오공과의 싸움에 패배하고 숨이 끊어지기 전 토해낸 알에서 탄생했다. 대마왕의 아들임과 동시에, 대마왕의 생전의 기억과 능력의 대부분을 계승했으며, 그 환생이다. 원래 신은 대마왕이 폭사했을 때 함께 소멸했겠지만 그가 알을 토해낸 덕분에 무사했다.
천하 제일 무도회에 손오공을 쓰러뜨리기 위해서 출장했고, 정체를 숨기기 위해 마쥬니어(魔Jr.)라고 자칭하고 있었다. 제 25회 천하 제일 무도회에서도 혼란을 방지하기 위해 이 또 하나의 이름을 쓰고 있었다. 작품 내에서 피콜로를 마쥬니어라고 부르는 것은 천하 제일 무도회의 사회자와 바비디 뿐이다.
그 체격이나 성격, 지성을 보면 잊기 십상이지만,그는 손오반 등의 차세대를 제외하면 동료들 중에서 가장 어리다.
아무리 수백 년 이전의 기억을 계승했다고 해도, 처음에 오공과 만났을 때는 육체만 급성장했을 뿐 불과 3살에 지나지 않는다. 오공과는 사실 16세 차이로, 제자 오반과는 4살밖에 차이가 나지 않는다.
마인 부우편에서는 동료들이 대부분 30대,40대가 되어 있지만, 그는 아직 21세이다.
인조인간편에서 신과 융합해 초사이어인을   가능하는 힘을 얻었다. 셀이 소멸한 후는 신전에서 중요한 프로젝트를 성공시켰다.
청년기의 신장은 173cm,체중 78kg. 제23회 천하 제일 무도회때는 아직 성장기라서, 손오공과 별로 차이는 없었다.

## 성격
언제나 냉철한 캐릭터지만, 드물게 주위의 개그틱한 분위기에 휩쓸릴 때도 많다. 퓨전을 가르칠 때나 고텐크스와의 관련해서 「네♪」하는 얼빠진 대사, 치치와 부루마의 설교에 오공만큼 당황하기도 하는, 드물게 코메디틱한 언동도 볼 수 있다.
싸움에 있어서는, 초대 피콜로처럼 비겁한 짓을 하지는 않고, 신도 "옛날처럼 교활하고 난폭한 면이 없어졌다"고 말하고 있었다. 인조인간편에서 신과 융합한 이후는, 세계 정복을 입에 대는 일도 없어졌다. 그러나 지구에서 냅퍼와의 싸움에서 오반을 덮치려고 한 재배맨을 살해하거나 분노한 나머지 바비디를 찢어 버리거나, 정을 줄 필요가 없다고 판단한 적은 전혀 용서하지 않는 냉혹한 일면을 가지고 있다.
우수한 두뇌를 살려서, 이곳저곳 폭주하는 전사들을 억제하고, 냉정한 판단으로서 지휘하는 사령탑의 역할을 담당하고 있다.
인조인간 편에서는 오공이 심장병 발작으로 부재중이었던 일이 있어서 한때는 피콜로가 전사들을 지휘하고 있었다. 애니메이션에서는 셀 쥬니어에게서 오공을 지키기 위해 야무치와 천진반을 지휘하고 있다.
게임에서는, 소리만 지르며 방망이를 휘두르며 취미는 골프, 야구시청이다. 또한 皮骨老라고도 불린다

## 특징과 능력
후에 나메크 성인인 것이 밝혀졌을 때, 아버지이자 다시 태어나기 전의 몸이기도 한 초대 피콜로 대마왕과 그 본체인 신은 용족.
마쥬니어는 전투 타입으로서 태어난 것도 판명되었다. 게다가 유소기부터 수행해 왔기 때문에, 마쥬니어의 실력은 초대 피콜로 대마왕과 신을 훨씬 더 웃돈다.
나메크 성인 특유의 높은 재생 능력을 가지고 있어서, 극중에선 셀이나 오공과의 싸움에서 부상당한 팔을 재생하고 있다.
다만 재생으로는 체력,전투력의 회복은 할 수 없다. 상처를 치유할 수 있는 것은 아니고, 오공과의 싸움에서 왼팔을 다쳤을 대는, 일단 팔을 뽑아낸 다음 재생해야 했다. 마인 부우편에서는 다브라에게 돌이 되었을 때, 무심코 트랭크스가 돌이 된 피콜로를 땅에 넘어뜨려 부서뜨린 적이 있었지만, 아무 일도 없었던 것처럼 부활하고 있다. 또한 초대 피콜로 대마왕이 가장 무서워하던 기술인 「마봉파」도 되받아칠 수 있다. 다만 초대와는 달리 전투 타입이기 때문에 알을 낳는 묘사는 없고, 사이어인과 싸우다 죽었을 때도 초대 대마왕처럼 자신의 분신을 남기지 못하고, 그 후에 신도 목숨을 잃고 만다.
다른 나메크 성인들처럼 식사를 섭취할 필요는 없고, 물을 섭취하는 것만으로 생활할 수 있다. 애니메이션에서는 표주박 같은 물건에 물을 넣어서 가지고 다니며, 극장판에서는 폭포의 물을 마시는 묘사가 있다. 또한 청각이 발달해 멀리 있는 인간의 이야기를 들을 수도 있다.(그렇기 때문에 드래곤볼z 28권에서 미래에서 온 트랭크스와 손오공의 얘기를 들을 수 있었다. 하지만 트랭크스의 바람대로 일체함구하며 손오공이 3년후의 미래의 인조인간들이 나타날 장소만 알려주었다) 그 밖에도, 추운 곳에서도 평상시처럼 행동할 수 있고, 북쪽의 도시 상공에서 크리링과 천진반이 추워하는 모습을 보고 「지구인은 불편」이라고 발언하고 있다.
게다가 텔레파시, 마음을 읽는 것, 또 타인의 텔레파시 내용마저도 알아들을 수 있다(텔레파시 자체는, 나메크 성인의 능력이기도 하다.)
팔의 조직을 변화시켜서 늘리거나,몸을 거대화시킬 수 있다. 이것은 마족의 힘을 계승하고 있기 때문이다. 전사 타입이면서, 용족 특유의 능력인 물건을 만들어 내는 능력도 갖추고 있다.(오반에게 자신과 똑같은 옷을 순식간에 만들어 선물해 주기도 한다.) 다만, 드래곤볼은 만들 수 없다.
드래곤볼z 2기의 최대의 적인 셀은 겔로박사가 손오공+베지터+피콜로+트랭크스+프리저+콜드의 세포를 가지고 만든 인조인간이다. 피콜로의 세포덕분에 똑같이 재생을 할 수 있다.

## 오반과의 정
처음에는 세계 정복의 야망을 부모에게서 계승하고 오공과 적대했지만, 라데츠의 지구 내습시 처음으로 손을 잡고 공투한다. 그 싸움에서 오공과 라데츠를 마관광살포로 살해했다. 나중에, 그 아들인 손오반을 데리고 가서 스승이 된다. 그 때의 피콜로는 자신의 남은 생애가 1년이라는 것을 깨닫고 있었던 것 같고, 「비록 숙적의 아들이라도 이 세상에 무언가를 남기고 싶은 기분이 있었을 것이다」 라고 신이 말하고 있다.
처음에는 오반을 마족으로 만드는 일도 생각했지만, 오반의 순수함에 점점 세계 정복의 야망도 희미해지고, 자신과 유일하게 말해 주었던 오반에게 마음을 열게 된다. 오반도 피콜로 속에 있는 상냥함을 알아채고, 따르게 된다(어머니 치치의 반대를 무릅쓰고 나메크별에 갈 것을 결의했을 때는,
"나는 피콜로씨를 소생하게 하고 싶다" 고 발언하거나, 나메크별로 가는 우주선 안에서, 오반이 스스로 만든 마족옷을 입고 기뻐하는 모습을 본 크리링에게, 피콜로를 아버지 오공만큼 존경한다고 발언하고 있다.)사이어인편 무렵은 오반에 대해서도 엄한 태도가 눈에 띄고 있지만, 내퍼의 공격에서 자신의 몸을 희생해 오반을 감싸고 목숨을 잃고, 그 후 나메크성 편에서는 프리져를 일시 격퇴한 후 오반의 머리를 어루만지는 등, 오반에게의 애정을 보인다.
사이어인편에서 죽을 때 「나와 제대로 이야기해 준 것은 너(오반)뿐이었다」고 말한 것을 보듯이 ,피콜로에 대해서 적의를 가지지 않고 접한 인물은 오반이 처음이었다 셀게임 전에는, 제자 오반이 스스로 "피콜로씨의 옷을 가지고 싶다" 라고, 피콜로의 도복을 입는 것을 바랐으며 자신과 같은 도복을 주었다. 셀과 오반의 싸움에서는, 오반을 강제로 싸우게 한 오공에게 맹렬하게 항의했고, 좀처럼 싸우려고 하지 않는 오반의 심정을 오공보다 이해하고 있었다. 게다가 이길 수 없다는 것을 알고 있어도 오반을 돕기 위해 셀에게 도전하려 하는 등, 오반에 대한 강한 부성애를 보인다.
오반이 셀 게임 후에 신전에서 출발하는 장면에서도, 피콜로에게 "가끔 놀러 와도 괜찮습니까?" 라고 물어 승낙했을 때도 기쁜 듯한 얼굴을 하고 있었다.
오반이 청년이 되고 나서도, 천하 제일 무도회에서는 오반의 변장이 들키지 않게 관객의 카메라를 일제히 부숴버리는 등, 걱정을 하고 있다.
오반도 관객들 앞에서 초사이어인이 되어 달라고 부탁받았을 때는 거부했지만, 피콜로의 요청에 변신을 결의하는 등, 신뢰 관계는 변함없다.
애니메이션과 게임에서는 오반의 성장을 자랑으로 생각하는 장면과 대사를 볼 수 있고 오반도 자신을 단련해 준 것을 감사하고 있다. 오반의 아버지인 오공도 오반을 초사이어인화 시키려고 할 때, 자신과 피콜로가 살해당하는 것을 상상하도록 하며 피콜로의 이름을 꺼내고 있다.
또 오반이 마인부우와의 싸움으로 죽었다고 생각했을 때, 피콜로가 전언을 부탁했을 때 「오반이 죽어서 제일 유감인 것은, 피콜로와 만날 수 없는 것이라고 생각한다」라고 대답하고 있다.
또 극장판에서는 오반의 위기에 달려드는 장면이 많다. 2008년의 애니메이션판에서도 오반과의 신뢰 관계는 변하지 않지만,스승으로서의 위엄은 희미해지지 않고, 오반의 지도방식을「아직도 무르다!」고 평가하는 등, 엄격한 자세는 변함없다 (토리야마가 감수한 V점프의 만화판에서는, 오반의 지도와 피콜로의 평은 없어지고 대신 만화판에서 피콜로의 날카로운 청력에 대한 묘사가 추가되고 있다.)
오공 대신에 오반을 단련한 피콜로는 사부 그 자체의 존재이다.

## 다른 동료들과의 관계

### 손오공
아버지의 적으로 대치하고 있었으나, 패전 후는 휴전하면서도 호적수로서의 관계이다. 한번 싸운 후, 초대 피콜로와 비교해서 그만큼 악인은 아니라고 생각되고 있었다. 라데츠와의 싸움에서 공투하는 것으로 통일 전선을 짜게 된다. 오반의 스승이 될 때 오공을「확실히 강하지만 스승으로는 적합하지 않다」 라고 평가하고 있었다. 나메크별에서는 오공을 프리더의 에너지파에서 몸을 희생해 지켰다. 신과의 융합 후에는 오공에게 "신콜로님"이라고 불린 적도 있다. 퓨전의 특훈에서는, 오공이 마감 시간 저 세상에 돌아갈 때 트랭크스와 오천의 지도를 피콜로에게 부탁하거나, 꽤 서로 신뢰하며 어깨를 나란히 하는 관계.

### 크리링
천하 제일 무도회에서 대전했을 때, 세계 정복이 어려울 것 같다는 등, 실력을 어느 정도 평가하고 있다. 사이어인편에서 제대로 이름을 부르게 되었다. 크리링 쪽은 사이어인 편에서 「아군이 되는 척하고 속이려는 건 아니겠지」 하는 발언을 하는 등, 피콜로에 대한 불신감은 아직 사라지지 않았었지만, 셀편에서는 피콜로를 동료라고 부르고, 실력도 「원래 엄청난 힘이었던 피콜로가, 신과 동화해서 초나메크 성인이 되었다」라고 높게 평가하고 있다. 인조인간편에서는 「우리는 동료잖아?」라고 말해서 피콜로를 격노시키지만, 피콜로의 심정을 가장 잘 이해하고 있었다. 덧붙여 사이어인편까지 늘 진지한 피콜로가, 처음으로 개그적인 일면을 보인 것도, 오반을 키우기 위해 잡아가려고 한 것을 먹을 셈이라고 착각한 크리링의 한마디에 대한 태클이었다.

### 천진반
애니메이션에서는 천하 제일 무도회 때부터 이름을 불렀고 오공과의 싸움에서 그 기술에 놀라는 묘사도 있다. 또 사이어인 습격에서 천진반이 신의 밑에서 수행한 관계 때문인지, 피콜로가 신과 동화한 뒤에는 주로 셀과의 싸움으로 행동을 함께했다. 신과 동화하기 전에는 피콜로의 파워업을 마음에 들어하지 않는 등, 별로 좋은 감정을 가지고 있지 않았지만, 신과의 융합 이후 언제나 존댓말로 이야기하고 있다.

### 덴데
스스로 신과 동화한 이유로, 신의 지식을 전수하는 역할을 담당하고 있어서 어느 의미로는 오반을 대하는 것보다 더 상냥하게 대한다고 볼 수 있다. 같은 나메크 성인이고, 또 덴데와 알고 있던 네일과 동화한 것도 관계하고 있다고 보이며 덴데도 피콜로를 의지하고 있는 것 같다.또 피콜로도 지구의 드래곤볼을 부활시킨 덴데를 보고 지구의 신으로서의 자질을 높게 평가하고 있다.

### 베지터
의견을 대립하거나 베지터의 제멋대로인 행동에 격노하는 묘사가 많았지만, 프리더의 지구 내습시에 유일하게 기를 지우고 있던 것을 칭찬받거나 셀 게임 종료시에 "도와줄까"라고 물어 보거나, 부우편에서는 죽음을 각오한 베지터에게 트랭크스들을 데려가 달라고 부탁을 받고, 그가 "내가 죽은 후에 카카로트(오공)을 만날 수 있는가?"라는 물음에 정직하게 대답하며, 서로 어느 정도 인정하고 있다. 덧붙여서 베지터가 이름으로 부르는 상대는 한정되어 있지만, 작중에서는 아군 내에서 카카로트(오공)다음으로 피콜로의 이름을 부르고 있다. 덧붙여 피콜로, 베지터의 콤비는 Z극장판 7번째,9번째의 라스트에 모두 팔짱을 끼고 있는 모습이 그려졌다.8번째 극장판에서는 전투 중에, 전설의 초사이어인이 된 브로리에게 공포를 느끼고 극도로 전의상실한 베지터를 업신여기고 있었지만, 최후에는 오공 일행과 우주선에서 같은 포즈를 취하고 있었다.

### 치치
천하 제일 무도회에서 오공과 치치가 결혼하거나, 인조인간 내습때에 3년간 오공일가와 산 것 등으로, 강한 인상을 남기고는 있다. 치치도 사이어인과 프리더의 싸움에는 일절 관여하지 않았기 때문에, 피콜로가 옛날 대마왕 시대와 다른 것이나, 오반을 감싸고 목숨을 잃은 것 등을 몰랐기 때문에 싫어하고 있었지만, 자신의 집에서 3년간 머물고 나서는 「피콜로씨」라고 부르게 되었으며 대하는 방식도 바뀌었다.
2008년의 애니메이션판 「돌아온 손오공과 동료들」에서는 치치와 부루마 피콜로 3명이 태클역으로 나오기도 했다.

### 미스터 사탄
처음에는 비웃고 있었지만, 부우편에서는 마인 부우의 악행을 멈춘 사탄을 인정하거나, 지구인으로서 유일하게 살아남은 사탄을 돕거나, 다른 캐릭터와 비교해서 부드러운 태도로 접하고 있다. 또 애니메이션에서는 지구인 모두에게 손을 들게 한 그를 인정하는 발언도 하고 있다.

## 에피소드
피콜로의 목소리를 맡은 후루카와는, 「우루세이 야츠라」의 주인공이나「Dr.슬럼프」에서의 역할 등, 목소리가 높고 경박한 역할을 맡는 일이 많아서, 그러한 캐릭터와는 크게 다른 피콜로의 연기는 "낮은 소리를 계속 내야 해서 꽤 어려웠다" 고 되돌아보고 있다. 또 초기의 오반과의 수행씬에서는 성우들에게 "적당히 해 주세요! 상대는 어린애예요"라는 소리를 듣고, 후루카와는 "나는 목소리를 연기하고 있을 뿐인데요....."라고 당황했다는 일화도 있다. 노자와 마사코에게서도 "피콜로씨, 오반을 너무 괴롭히지 말아줘"라는 말을 들어 후루카와가 쓴웃음한 적도 있다고 한다.
후루카와 자신도 피콜로라는 캐릭터가 아주 마음에 들어서, 자택에는 아오노 타케시가 담당한 초대 피콜로 대마왕도 포함해 피콜로의 피규어가 대량으로 장식되어 있고, 직접 만든 터번과 망토를 붙이고 있는 것도 있다고 한다.
1. ↑  투니버스판에서는 무천도사를, 대원방송 재더빙판에서 피라후를 맡았다.